# II. János magyar király
Szapolyai János Zsigmond (teljes nevén János Zsigmond István, németül: Johann Sigismund Zápolya; Buda, Magyar Királyság, 1540. július 7. – Gyulafehérvár, Erdélyi Fejedelemség, 1571. március 14.), a Szapolyai-házból származó magyar király 1540 és 1551, valamint 1556 és 1570 között II. János néven, továbbá az első erdélyi fejedelem 1570-től haláláig. I. János magyar király és Jagelló Izabella királyné egyetlen fia volt. Apja I. Szulejmán oszmán szultán támogatásával kormányozta a kora újkori Magyar Királyság egyes részeit, míg I. Ferdinánd király a fennmaradó területeket. A két király között dúló polgárháborús helyzetet az 1538-as békeszerződés zárta le, amely értelmében János király halála után a Habsburg-ház fennhatósága alá került volna az általa korábban kormányzott országrész. Nem sokkal születését követően apja elhunyt, végakarata szerint (semmibe véve a váradi békét), ő lett I. János király örököse, ám magyar királlyá koronázására sosem került sor.
Miután a szultán 1541-ben bevette Budát, János Zsigmondnak adta az ország keleti részét, a mai Partium és Erdély területeit. A gyermekkirály régense édesanyja, Izabella királyné lett. A kormányzást kezdetben Fráter György intézte. Székhelyüket előbb Lippában, majd Gyulafehérvárott rendezték be. A kormányzó tárgyalásainak hatására Izabellának és János Zsigmondnak 1551-ben végül le kellett mondani, és átadni a hatalmat Ferdinándnak, kárpótlásul a sziléziai Opole és Racibórz hercegséget kapták meg. Lengyelországba menekültek a királyné családjához, ám édesanyja továbbra is folytatta a tárgyalásokat János Zsigmond hatalmának visszaállításáról.
Mivel Ferdinánd király nem tudta megvédeni a keleti országrészt az Oszmán Birodalommal szemben, így 1556-ban lemondott a területekről, az erdélyi országgyűlés pedig visszahívta az ekkor még mindig kiskorú János Zsigmondot, aki helyett továbbra is édesanyja uralkodott annak 1559-es haláláig. Kormányzásuk alatt egy művelt reneszánsz udvart rendeztek be a gyulafehérvári palotában. Balassa Menyhért 1561 végén fellázadt ellene, számos felső-magyarországi területet átjátszva így a császárnak. II. Miksa törökökkel szemben kirobbant háborúját az 1568-as drinápolyi béke lezárta, egyúttal megerősítette János Zsigmond helyzetét is a keleti országrészben.
János Zsigmond katolikusként nevelkedett, majd amikor az 1560-as években elkezdett terjedni a reformáció az általa vezetett országrészben is, 1562-ben áttért előbb az evangélikus, majd 1564-ben a kálvinista vallásra. Nagy hatással voltak rá udvari orvosa, Giorgio Biandrata és Dávid Ferenc püspök tanításai, amelyek elsajátítása után ő lett a történelem első unitárius vallású uralkodója. Az 1568-as tordai országgyűlésen elfogadták, az európai történelemben elsőként, az általános vallásszabadságot. 1570-ben megkötötték a speyeri szerződést, ettől kezdve uralkodói címe Erdély és Magyarország hozzákapcsolt részeinek fejedelme (latinul: Princeps Transsilvaniae et Partium Regni Hungariae eidem annexarum) lett, valamint ezzel megalakult az Erdélyi Fejedelemség, amelynek ő lett első uralkodója. Gyermektelenül, 1571-ben hunyt el, nyughelye a gyulafehérvári érseki székesegyházban található.

## Magyar király és erdélyi fejedelem

### A gyermekkirály

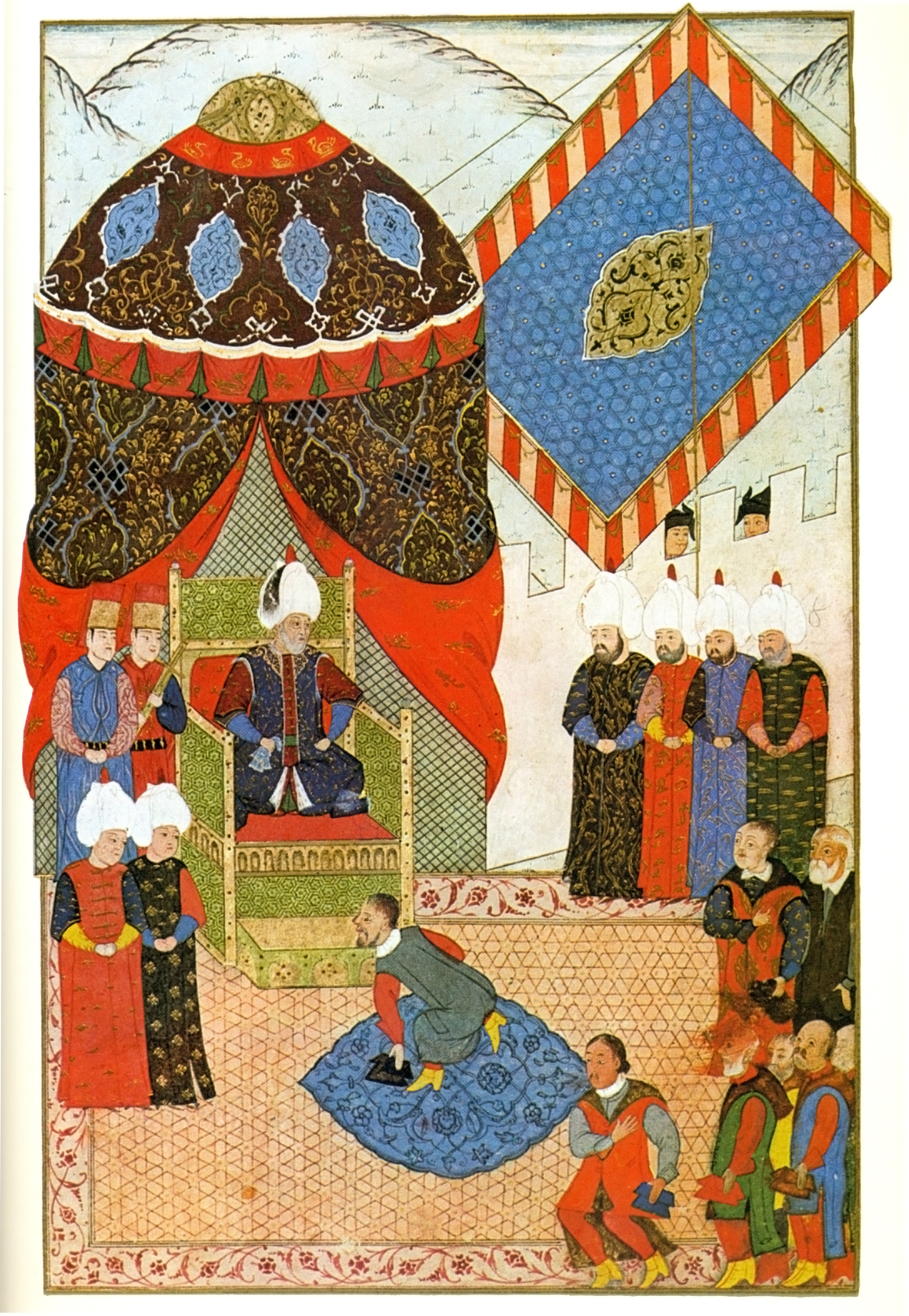
Szulejmán és a 26 éves János Zsigmond találkozója Zimonyban 1566-ban

Szapolyai János magyar királynak és I. Zsigmond lengyel király leányának, Jagelló Izabellának a fia. Még születése évében, 1540 szeptemberében, a rákosi országgyűlés II. János néven Magyarország királyává választotta. Bizonytalanabb volt a jogállása, mint Habsburg Ferdinándnak. A magyar királyi címet és hatalmat az 1526-os pozsonyi országgyűlésen megszerző Habsburg Ferdinánd nem ismerte el uralkodói jogait, mert annak apjával, I. (Szapolyai) Jánossal kötött, és hatalmi vetélkedésüknek véget vető 1538. évi váradi békemegállapodás szerint János király halála után az általa uralt országrészek akkor is I. Ferdinándra szálltak volna, ha Szapolyainak időközben fia születik. Ferdinánd magyar királyi jogcímét a regnáló nádor által törvényesen összehívott pozsonyi országgyűlés választása jelentette, ahol azonban csak 13 magyarországi főúr jelent meg 1526. december 17-én. A kis- és középnemesség távol maradt az eseménytől. Szapolyai Jánost több mint egy hónappal korábban szabályosan, de illegitim módon összehívott országgyűlésen választották meg magyar királynak.
Habsburg Ferdinánd folyamatosan próbálta érvényesíteni a Habsburg–Jagelló örökösödési szerződésben meghatározott, az országgyűlésen szentesített jogait Magyarországon. Ennek törvényes alapját az a kettős házassági szerződés képezte, aminek eredményeként 1521-ben megköttetett a Ferdinánd főherceg és a néhai magyar király, II. Ulászló lánya, Jagelló Anna, valamint Ulászló fia, II. Lajos király és Ferdinánd húga, Habsburg Mária közti frigy. Miután a mohácsi csatában elesett II. Lajossal kihalt a Jagellók cseh-magyar ága, e megállapodásra hivatkozva nyújtotta be a magyar trónra vonatkozó igényét I. Habsburg Ferdinánd. Ígérgetésekkel sikerült a maga oldalára állítani a magyar főurak jelentős részét, emiatt Szapolyai Jánosnak ideiglenesen Lengyelországba kellett menekülnie, és csak török támogatással tudott újból hatalomra kerülni. Gyakorlatilag a Bécs ellen vonuló török csapatok szerezték neki vissza Budát 1529-ben. Habsburg Ferdinánd az Oszmán Birodalom felé egymillió arany éves adó megfizetésére is kötelezte volna magát, ha török jóváhagyással egymaga uralhatta volna az országot.
Szapolyai János 1540 júliusában bekövetkezett halálát követően a Habsburg csapatok szinte évenkénti rendszerességgel támadták a Magyarországon állomásozó török hadakat és a török párton álló magyar seregeket. II. János király megválasztását követően Habsburg Ferdinánd újból hadsereget küldött Buda elfoglalására. Ettől az időtől kezdve terjedt el a mondás. hogy „két pogány közt, egy hazáért.”
II. János magyar király hatalma a keleti országrészre terjedt ki. Az ország nyugati részét a Habsburgok birtokolták, de az általuk uralt királyság gyakran csak a Vág folyó völgyéig húzódott. A Szapolyaihoz hű magyar urak elérték, hogy Szulejmán szultán már 1540 végén kinyilvánította azon szándékát, miszerint a magyar trónt János király fiának adja, illetve, hogy kész őt a Habsburgokkal szemben megvédelmezni.
A Ferdinánd seregei által ostromlott Budát felmentő török csapatok azt csellel elfoglalták – valójában a kész tények elé állított védők által megnyitott várba harc nélkül bevonultak –1541. augusztus 29-én, pontosan a mohácsi csata 15. évfordulóján. A török szultán álságos ígéretet tett arra, hogy csak II. János király felnőtt koráig őrzi meg Buda várát és ezt követően visszaadja a fővárost a magyar királynak. Addig is a királynénak és a gyermek királynak a „biztonságosabb” Erdélyt adja. A törökök megengedték, hogy a magyar állam kincstárát, okleveleit, és az uralkodói jelvényeket az özvegyen maradt Izabella királyné és fia II. János magyar király, illetve a teljes királyi udvar társzekereken szabadon elvihesse. A magyar királyi udvar először az uralkodói rezidencia számára alkalmatlan Lippára, az egyik ősi Szapolyai-birtokra, majd Gyulafehérvárra költözött, az egykori püspöki palotába, melyet átalakítottak királyi (később fejedelmi) lakhellyé. II. János király helyett a hatalmat 1551-ig Martinuzzi Fráter György, majd az ő meggyilkolása után Izabella gyakorolta haláláig, 1559-ig.

### Fráter György és Izabella királyné uralkodása
A Szapolyai János előtt fia és özvegye hatalmi igényének Habsburgokkal szembeni megvédésére hűségesküt tett, a gyermek János Zsigmond gyámjául rendelt, helytartói és kincstartói címmel felruházott Fráter György az Erdélyben történt berendezkedést követően fokozatosan szembehelyezkedett az özvegy királynéval. Izabella mozgásterét szűkítve politikai tárgyalásokba kezdett I. Ferdinánddal, akitől Magyarországnak keresztény uralom alatti egyesítését remélte. Noha a János Zsigmond érdekeivel ellentétes kezdeményezéseket a királyné élesen ellenezte, és több alkalommal bepanaszolta a barátot a Portánál, a török jelenlét hiányában egyre inkább elszigetelődött. Végül 1551-ben Fráter György katonái az Erdélybe bevonuló császári zsoldosokkal megerősítve körülzárták a gyulafehérvári udvart, és Izabellát János Zsigmonddal együtt foglyul ejtették, majd még ugyanezen év júliusában az ún. szászsebesi nyilatkozat aláírására kényszerítették, amelyben lemondott a koronáról, illetve a korábban Fráter György és Ferdinánd között tudtán kívül megkötött nyírbátori egyezményben kárpótlásként biztosított Oppeln (Opole) és Ratibor (Racibórz) sziléziai hercegségek fejében, magáról Erdélyről is. Száműzetésük döntő részét Lengyelországban töltötték a királyné testvérbátyja, II. Zsigmond Ágost lengyel király, védelme alatt.
Az oszmán megtorlástól tartva Fráter György a szultánt továbbra is igyekezett meggyőzni lojalitásáról, azonban hintapolitikája erős kétségeket, sőt félelmet keltett a bécsi udvarban. Minthogy a barát tevékenységét túlságosan veszélyesnek tartották, az uralkodó személyes parancsára Castaldo generális emberei Sforza Pallavicini zsoldoskapitány vezetésével, alvinci kastélyában 1551 decemberében több késszúrással megölték.
Habsburg Ferdinánd 1551-ben kezdődő uralma hamar kiábrándította a magyarokat és a székelyeket, sőt még az erdélyi szászok is elégedetlenkedni kezdtek. Ferdinánd első intézkedései közé tartozott, hogy a számára ismeretlen gazdag országot feltérképeztesse, hogy mennyi arany, ezüst, só és egyéb fontos ásvány van az országban, amivel növelni tudná saját hatalmát. Ferdinánd igyekezett kicserélni a teljes erdélyi állami adminisztrációt, lassan kiszorította a magyarokat minden funkcióból, pedig abban az időben Erdély lakosságának megközelítően 70%-a magyar vagy magyarul beszélő székely volt. Ferdinánd a magyarok és székelyek helyett németeket tett a különböző intézmények élére. Érdekes epizód Hans Dernschwam szepességi szász bankár, kereskedő, utazó leírásában jelzett tény, ami szerint ő maga, akit azért küldtek Erdélybe, hogy mérje fel az ország ásványkincsvagyonát, magyar ruhát csináltat, mert Erdélyben mindenki magyar, még a cselédek is, és ezért nem akar kitűnni a németes ruhájával.
Hamarosan kiderült, hogy Habsburg Ferdinándnak nincs elég ereje ahhoz, hogy egész Magyarországot megvédje, a török csapatok sorra foglalták el az ország fontos városait. Török kézre kerültek olyan fontos települések, mint Becse, Becskerek, Csanád, Lippa, Veszprém, Drégely, Szolnok, Temesvár, Karánsebes és Lugos.
A Ferdinánddal elégedetlen székelyek az 1554. március 1-re, Pozsonyba összehívott országgyűlésen két küldött kivételével távol maradtak, de azok is csak azért jelentek meg, hogy előterjesszék sérelmeiket. A székelyek ugyanis ragaszkodtak ősi jogszokásaikhoz, törvényeikhez, adómentességükhöz és szabadságjogaikhoz, amelyeket eddig az összes magyar király elismert. Ferdinánd 1554. április 26-án kiadta azt az oklevelet, amellyel megerősítette a székelyek korábban már több magyar király által elismert szabadságjogait, mivel tudatában volt annak, hogy nélkülük, illetve ellenükben Erdélyt és a Partiumot nem tudja megtartani. A székely nemzet életében nagyon fontos az 1555-ben megtartott székely nemzetgyűlés, amelyen az addigi jogszokásokat kodifikálták, egységes törvénybe foglalták Székelyudvarhelyen. A magyarul íródott Székely constitutio eredetiben fennmaradt, kiemelkedően fontos nyelvemlékünk.

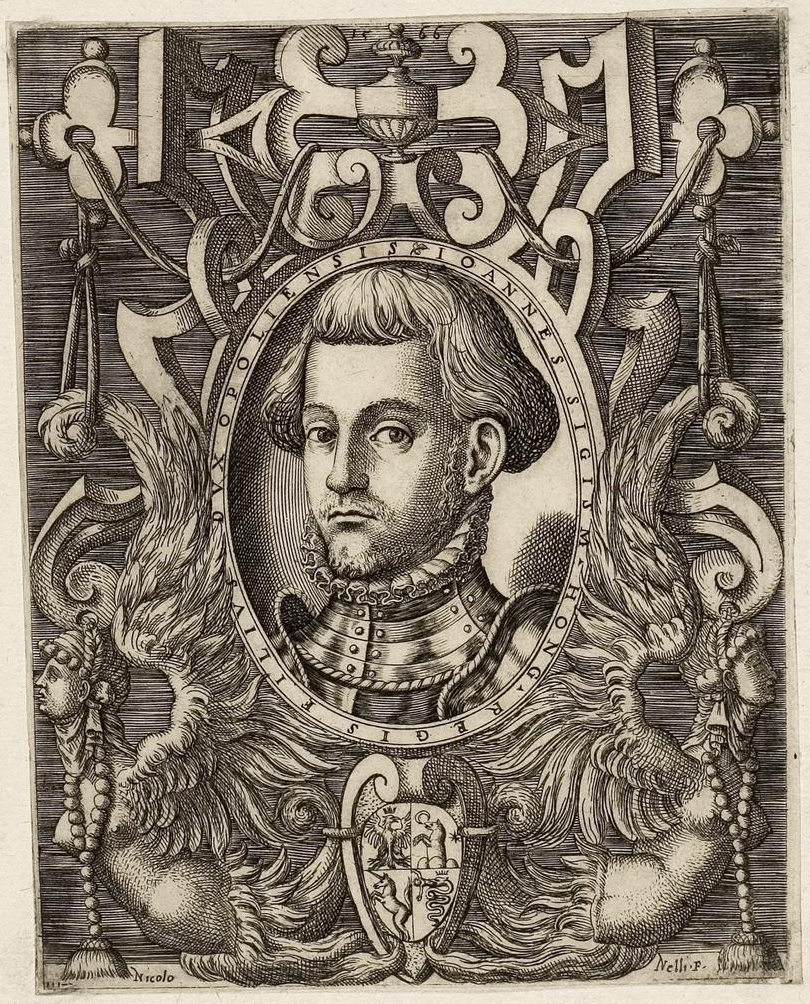
János Zsigmond arcképe

Ferdinánd azonban hiába kedvezett a székelyeknek, mert az uralmával elégedetlen erdélyi rendek a törökök egyre erősödő nyomásának, sőt fenyegetésének engedve 1556 januárjában kezdeményezték az országgyűlés összehívását Izabella királyné és II. János magyar király uralmának újbóli elismertetése érdekében. 
Az elégedetlenkedő erdélyi és magyarországi nemesség ezért 1556. március 8-án Szászsebesen országgyűlést tartott és arról is döntött, hogy visszahívják Izabella királynét és II. János magyar királyt a Magyar Királyság trónjára. II. János trónigényét az Oszmán Birodalom mellett Európa akkoriban jelentős nagyhatalmai, Lengyelország és Franciaország is elismerték. Az ország keleti részei fölötti szuverenitás, illetve a királyság egységének biztosítására képtelen Ferdinánd még az év júniusában a szultánnak küldött levelében lemondott Erdélyről és átadta azt Izabellának és az immár 16 esztendős János Zsigmondnak.
Az erdélyi és magyarországi rendek sürgetésére végül a királyné és a fiatal király 1556. október 22-én ünnepélyes külsőségek között bevonult Kolozsvárra, ahol Báthory István nagyívű, latin nyelvű beszédet tartott. Az országot egyelőre Jagelló Izabella királyné vezette, a rendek őt bízták meg a kormányzással II. János nagykorúságáig. Tanácsadója a Lengyelországból vele együtt hazatérő Csáky Mihály volt, aki az újonnan felállított erdélyi kancellária megszervezésében elévülhetetlen érdemeket szerzett.
1557 tavaszától megkezdték a még Habsburg-kézen lévő várak (Szamosújvár, Várad) visszafoglalását, ezzel egyidejűleg pedig sorra álltak János Zsigmond pártjára felső-magyarországi főurak is, jelentős mértékben megnövelve a fennhatósága alá tartozó területeket.
Hároméves kormányzása alatt fényes reneszánsz udvartartást kialakító királynénak azonban 1558-ban az erdélyi urak egy szűk köre által szervezett lázadással kellett szembesülnie, aminek célja kormányzati hatalma fia kezébe történő átadásának kikényszerítése lett volna. Izabella leszámolt a felkelőkkel: az akkor éppen az ő oldalán álló, de gyakran pártot cserélő Balassa Menyhérttel ölette meg őket. A királyné nem sokkal később, 1559. szeptember 15-én Kolozsváron hunyt el negyvenévesen.

### Uralkodása 1559-től
Izabella királyné halálát követően a Habsburgok újból megpróbálták Erdélyt megkaparintani. A lassan nagykorúvá váló II. János magyar király anyja bizalmasait maga mellett tudva átvette az ország irányítását. Az uralomra jutását követő két évben azonban Balassa Menyhért és más főurak elpártolása következtében az uralkodó jelentős felső-magyarországi területektől esett el.
Az erdélyi rendek többsége ugyanakkor egységesen a király mellett mellett lépett fel, és 1562. január 15-én Gyulafehérváron elhatározták, hogy hadat indítanak a Habsburgok mellé állt Balassa és társai ellen. II. János Báthory István vezette hadai azonban vereséget szenvedtek a Közép-Szolnok vármegyei Hadad mellett a pártütők vezérétől, Zay Ferenc kassai főkapitánytól.
A királynak abban az évben a székelyek felkelésével is szembe kellett néznie. A lázongás közvetlen oka az volt, hogy a székely előkelők (lófők) korábban nem létező anyagi szolgáltatásokra próbálták kényszeríteni a szabad közszékelyeket, akik évszázadok óta adómentességet élveztek. Tovább növelte a feszültséget az az 1557-ben elfogadott országgyűlési határozat, amely szerint bármelyik két erdélyi nemzet által elfogadott intézkedés a harmadikra nézve is kötelező. Ez utóbbi célja egyértelműen a székelyek megadóztatásának bevezetése volt. Balassa Menyhért is a zúgolódók mellé állt, sőt, a király ellen zendülést szított, és az I. Ferdinánd oldalára történő átállásra akarta őket rávenni.
A székelyek felkelését Nagy György, Gyepesi Ambrus és Bán András vezette. A lázadást a király keményen elfojotta és megtorolta. A júniusi segesvári országgyűléssel elfogadtatta a zendülők vezéreinek kivégzését és többek megcsonkíttatását. A segesvári határozatokban ezt követően újraszabályozták a székely közösség társadalmi berendezkedését, és az előkelők adómentességének megtartása mellett a közszékelyeket a továbbiakban adófizetésre kötelezték, egyénileg pedig az uralkodó szabad rendelkezésére bocsátották őket, így lényegében szolgasorba süllyedtek.
Ferdinánd 1564-ben bekövetkező halálát követően II. Miksa lett a Habsburg uralkodó. Ám ez sem változtatott alapvetően a helyzeten, Felső-Magyarország keleti részén folytatódtak a határterületek birtoklásáért zajló összecsapások. Ennek során Báthory István visszafoglalta az elpártolt Balassa birtokában lévő Szatmárt, majd Nagybányát is. A győzelem magát János Zsigmondot is fellelkesítette, tízezer főt is meghaladó serege élén személyesen indult harcba: visszaszerezte a két évvel korábban elveszített Hadadot, Ecsedet, Szinyért, és egészen Kassáig tolta ki az általa uralt területek határát.
1565-ben Schwendi Lázár (Lazarus von Schwendi) kassai főkapitány az előző évben elszenvedett kudarcok után sikeres ellentámadást intézett a király ellenőrzése alatt álló várak, Tokaj, Szerencs, Szatmár és Nagybánya ellen.
A patthelyzetet a felek a Szatmáron kötött békével kívánták szentesíteni. Ennek értelmében János Zsigmond lemondott volna a királyi trónról úgy, hogy megtarthatta volna saját birtokában az akkor általa uralt területeket, ezen kívül igényt tarthatott volna Miksa császár húga, Johanna kezére is. János azonban az utolsó pillanatban visszalépett, mert sztambuli követe, Bekes Gáspár révén arról értesült, hogy a szultántól katonai támogatásra számíthat a Habsburgok elleni harcához. A feldühödött Miksa a békemegállapodás szövegét Bécsbe vivő Báthoryt börtönbe záratta, ahonnan az csupán két és fél év után szabadult, ráadásul a szatmári egyezség tényét is beárulta a Portán.
A meghiúsult békemegállapodás következtében még két éven át, egészen 1567-ig folytatódott az északkeleti várháború Miksa és János között, aki Szulejmán szultán szemében is hűtlennek tűnt, éppen ezért arra kényszerült, hogy személyesen engesztelje ki a török uralkodót. Eredeti szándéka szerint ő maga utazott volna „Sztambulba", de az 1566. évi – élete utolsó – magyarországi hadjáratára induló Szulejmán Nándorfehérvár közelében, Zimonynál fogadta vazallusának hódolatát, egyúttal kinyilvánította Erdély „megvédésére” vonatkozó szándékát.
A szultán ezt követően hamarosan ún. athnaméban, kinevező okiratban elismerte az erdélyiek fejedelemválasztó jogát, a maga számára csak a megválasztott fejedelem hivatalában való megerősítésének előjogát tartotta fenn. Az erdélyi rendi gyűlés 1567-ben iktatta mindezt törvénybe.
A király egészsége időközben megrendült. Testamentumában a rendeket Erdély és a kapcsolt részek egységének megőrzésére és a halála utáni fejedelemválasztásra utasította. Állapota azonban időlegesen javult, így újrakezdhette béketárgyalásait a Habsburgokkal. A hadi pozícióikat egyértelműen módosítani képtelen felek ismét hajlottak a megegyezésre, amit azonban az időközben, 1568-ban Miksa, és Szulejmán utóda, II. Szelim szultán között nyolcéves időtartamra szóló, a magyarok feje fölött megkötött drinápolyi béke felülírt. A megállapodásban rögzítették, hogy Erdély a szultán oltalma alatt álló ország, egyben felfüggesztették a hadi cselekményeket, és határoztak az újabb várak építésének tilalmáról. A határ pontos helyének kijelölése céljából defter (jegyzék) felvételét rendelték el. A békében újfent megerősítették az erdélyi rendek szabad fejedelemválasztó jogát.
A határozatok azonban nem szüntették meg az ellentéteket, és János a történtekbe látszólag belenyugodva a felvidéki főurakkal keresett kapcsolatot, akik hajlandónak mutatkoztak arra, hogy a két országrész egyesítésének reményében a császár ellenében őt támogassák. Mivel Miksa az országvezetésben a magyar főurakat látványosan mellőzte, a Dunántúlról is többen elpártoltak, illetve át is költöztek Erdélybe. Erre az időre tehető például Forgách Ferenc váradi püspök, történetíró átpártolása is.
Élete vége felé a még mindig nőtlen János újabb kísérletet tett arra, hogy megházasodjon. A nyilvánvalóan hatalmi-politikai célok miatt a Habsburgok felé tekintő és velük puhatolózó tárgyalásokba bocsátkozó király terve azonban kitudódott a Portán. Ezirányú szándékát a törökök határozottan ellenezték, és megtiltották, hogy Habsburg-házi hercegnőt vegyen feleségül.

### A művelt király
János Zsigmond igen művelt ember volt, nyolc nyelven olvasott és beszélt, a magyaron kívül lengyelül, olaszul, németül, románul, latinul, ezen kívül valamelyest görögül és törökül is. Kimondottan szép férfi volt, alkata közepes, haja szőke, bőre finom, arca hosszúkás, ajka vékony volt, részben apjától, részben anyjától örökölve. Szenvedélyes könyvbarát volt, támogatta Bakfark Bálint erdélyi tartózkodását, és zenekedvelő lévén ő maga is jól játszott lanton, orgonán és fuvolán. Szerette a táncot, a zenét és az éneket. Karcsú testalkata ellenére sokat vadászott, lándzsát vetett és jó céllövő volt.
Műveltségén kívül híres volt türelméről és igazságosságáról. Órákon keresztül képes volt hallgatni a különböző felekezetű papok hitvitáit. Részben talán ezzel, másrészt viszont korának vallási reformmozgalmai, konkrétan a protestantizmus térnyerésével és politikai szerepének felértékelődésével összefüggésben értelmezhetőek sorozatos felekezetváltásai is. 1562-ben elhagyta a katolikus vallást, előbb lutheránus (evangélikus), később kálvinista (református) hitre tért, végül 1569-ben annak az unitárius egyháznak a híve lett, amelyet az 1568. évi tordai országgyűlésen a már korábban egyenjogúsított lutheri (1557.) és kálvini irányzat (1564.) mellett a bevett keresztény hitfelekezetek közé emeltek. A vallásszabadság ilyetén hivatalos elismerése a korban egyedülálló volt.

## A speyeri szerződés
Az Erdély és a királyi Magyarország, illetve a két uralkodó közti államjogi viszony végleges rendezése céljából folytatott tárgyalások eredményeként 1570. augusztus 16-án megkötött speyeri szerződésben II. János lemondott a magyar királyi címéről és beleegyezett abba, hogy a jövőben csupán „János Zsigmond fejedelemként” címeztesse magát.
Erdély levált az anyaországról és kvázi független – az Oszmán Birodalomhoz laza (informális) gyámsági szálakkal kötődő – politikai entitás lett, olyan azonban, amelynek Magyarországgal való egységét, és annak való politikai alárendeltségét nem szüntették meg, későbbi egyesülésük gyakorlati lehetőségét pedig nem zárták ki. Pontosan rögzítették határait; a királyságból négy vármegyét: a Részeket alkotó Máramarost, Bihart, Krasznát és Közép-Szolnokot az Erdélyi Fejedelemséghez csatoltak, amelyhez a hódoltság és Erdély közötti néhány további, Lugos és Karánsebes központú vármegyetöredék is csatlakozott.
A János Zsigmond által 1570 decemberének elején aláírt megállapodás ratifikálása azonban a leendő fejedelem egészségi állapotának romlása és belpolitikai okok miatt elhúzódott, és arra a regensburgi birodalmi gyűlésen csupán 1571. március 10-én, halála előtt négy nappal került sor. Ezért hát hivatalosan János Zsigmond mindössze négy napig, március 10. és 14. között viselte Erdély fejedelmének címét. 

## Halála

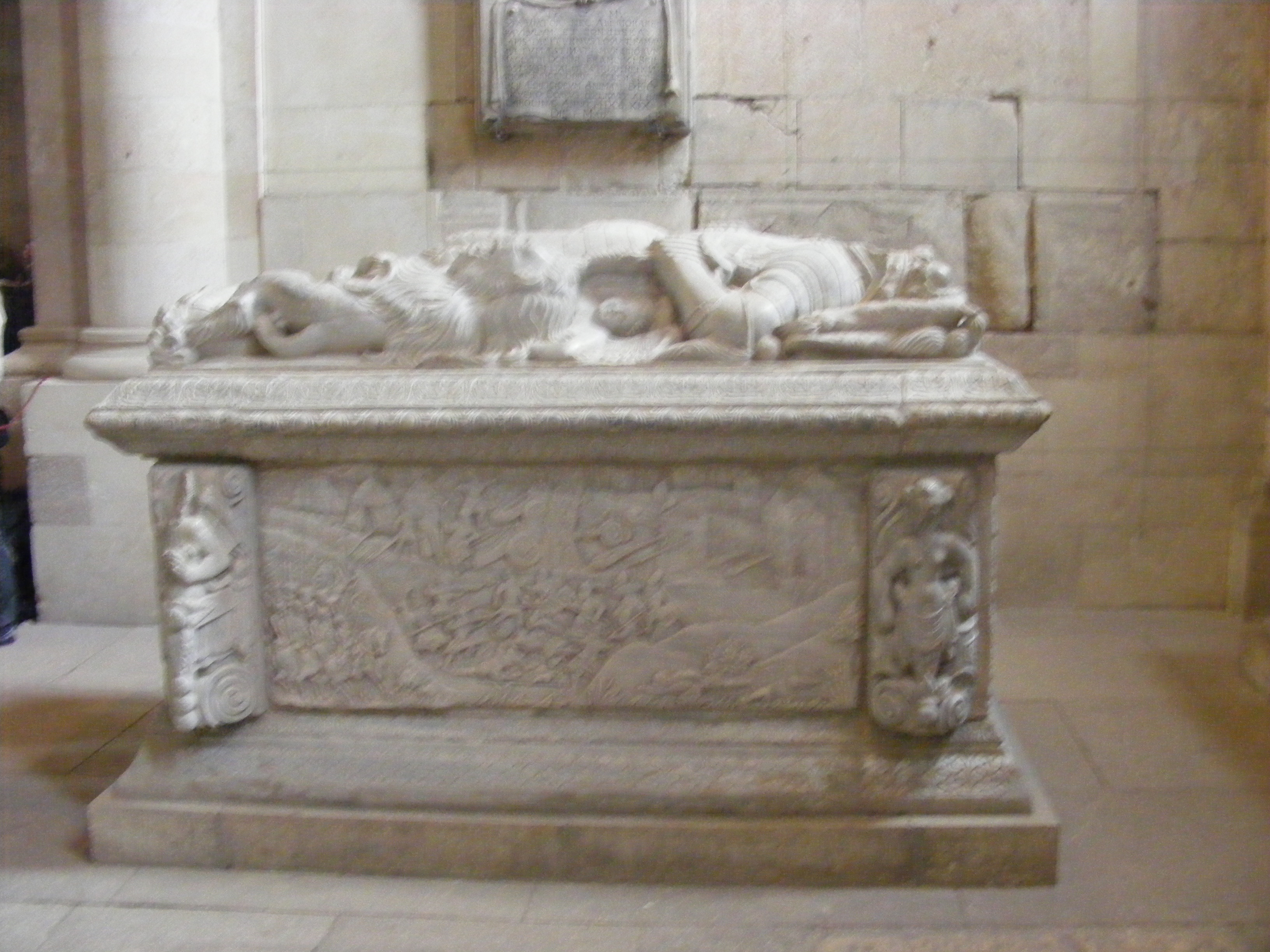
Sírja a gyulafehérvári székesegyházban

János Zsigmond 1571. március 14-én, a speyeri szerződés ratifikálása után négy nappal hunyt el. A 31. életévében lévő uralkodó halálának konkrét oka nem ismert, azonban mindenképpen hozzájárulhatott súlyos alkoholizmusa, amelyről ír Forgách Ferenc (1530–1577) erdélyi kancellár De statu rei publicae Hungaricae commentarii című művében.
Az utód nélkül meghalt fejedelem végrendeletében a család javait nagybátyjára, Zsigmond Ágost lengyel királyra hagyományozta. Halálát napokig titokban tartották, temetésére csak 1571. május 23-án került sor Gyulafehérváron. Az unitárius egyház szertartása szerint helyezték örök nyugalomra az 1009-ben, I. István magyar király által alapított székesegyházban, Hunyadi János kormányzó és édesanyja Jagelló Izabella szarkofágjai mellett.
II. János magyar király mellére egy arannyal bevont ezüst táblát helyeztek a következő szöveggel:
„Felséges Második János Fejedelem, Magyarország, Dalmácia, Horvátország stb., a néhai őfelsége, János király, a lengyel Zsigmond király és Bona királyné leányától származó Izabella királyné fia, Isten kegyelméből Magyarország, Dalmácia, Horvátország, stb., választott királya, isteni sugallatból felékesítve a nyelvek adományával, az élet tisztaságával, a lelkierővel, hadi szerencsével, hadicsellel és az összes hősi erénnyel, a harc és az igazi kegyesség kedvelője, korának XXXI. évében, március XIV. napján hajnal előtt három órakor az ővéinek leptikus betegségekben, a kíméletlen halál elragadta őt, akiben a magyar nemzetség királyi magva, jaj, teljesen megszakadt, és fejünk koronája valóban lehulott, a hatalom pedig a külső nemzetekhez sodródott. Krisztus születésének MDLXXI. évében.”
Nem sokkal később, 1599-ben, amikor a Habsburgok biztatására és azok pénzén Mihály havasalföldi vajda katonái elfoglalták Gyulafehérvárt és Erdélyt. A sírrablók feldúlták és kirabolták II. János király szarkofágját, ekkor tűnt el a koporsóba helyezett halotti lemez is, amelynek szövege azonban fennmaradt.

## A vallásszabadság híve
Szapolyai János Zsigmond katolikusként nevelkedett, eleinte Buda várában, majd az ország fővárosának a törökök általi elfoglalása után Gyulafehérváron. Születése után kezdett terjedni a reformáció Magyarországon. Udvari orvosa, Blandrata György hatására előbb a lutheránus, majd a református hitre tért. Érett korában nagy hatással volt rá Dávid Ferenc, akinek hatására végül unitáriusként halt meg. Uralkodó létére is nagy türelemmel volt a más hiten lévők iránt, sokszor hangoztatta Dávid Ferenc szavait:
Istennek képére és hasonlatosságára, jó cselekedetre újonnan teremtett emberek vagyunk, hogy Krisztus az igaz hit által mi bennünk lakózzék és az ő törvénye a mi szívünkbe beirattassék.

A hit Isten ajándéka, mely hallásból van, és a hallás Isten igéje által.
A hit szabadság nélkül csak bilincs, a lélek bilincse…
A szabadság nélküli, bilincsbe vert lélek csak pince-világosságban sínylődő színtelen virág.
A „bércre esett” fa a világosság felé törekszik, s így minden mellette álló fát túl akar nőni.

De egyszál magában emelkedik felfelé az ég felé, és nem elnyomva a mellette levőket.
Történelmi tette, hogy megszüntette a hivatalos államvallást és vallásszabadságot hirdetett. Az erdélyi országgyűlés 1557. június 1-jén a lutheránus hitfelekezet emancipációja mellett kimondta, hogy mindenki olyan hitben élhet, amilyenben akar, de azt is, hogy az új felekezetek követői ne háborgassák a régi egyház, a római katolikus egyház követőit. 1566-ban azonban súlyosan korlátozta a katolikus vallásgyakorlatot az a törvény, amelynek értelemében a katolikus egyházi személyeknek el kellett hagyniuk Erdélyt. Az 1568-ban összeült tordai országgyűlés kimondta a vallásszabadságot, és lehetőséget biztosított a templomok közös használatára. Az 1568. január 6–13. között megtartott országgyűlés döntése mérföldkő az emberiség történelmében, mert ekkor mondták ki először Európában a lelkiismeret és vallásszabadság törvényét. Ekként teljesedett ki a reformáció Erdélyben. Utódának, Báthory István uralkodása idején azonban a további hitújítást törvénnyel tiltották meg, és visszaállították a katolikusok szabad vallásgyakorlatát azzal, hogy engedélyezték számukra is papok tartását, sőt a jezsuiták is megtelepedhettek Kolozsmonostoron. Ilyen körülmények között szilárdul meg a "négy bevett vallás" rendszere, melyet manapság történelmi egyházaknak is neveznek.

## Az Erdélyi Fejedelemség megszilárdítása
Miután a törökök 1541-ben elfoglalták Budát, ezzel állt be a hagyományosan „három részre szakadt Magyarország” állapota. Valójában Magyarország nem szakadt részekre. Területének egy bizonyos hányada török fennhatóság alá került, a maradék viszont egyetlen Magyar Királyság volt, amelyben két király uralkodott, akik a ténylegesen birtokolt területeiket igazgatták, de az ország egységét sosem kérdőjelezték meg. A „Nyugati Magyar Királyság” és „Keleti Magyar Királyság” említése nem fedi a történeti valóságot, sokkal pontosabb az „egy ország, két király” megfogalmazás.
A keleti, Szapolyai által birtokolt területekből jött létre 1571-ben az Erdélyi Fejedelemség. II. János Zsigmond ekkor lemondott a rex electus címről és beleegyezett abba, hogy a jövőben csak a princeps címet használja. A princepsi cím kétféle értelmezésre adott módot. Egyfelől megegyezik az erdélyi vajdák 12. század óta használt címével, így Habsburg oldalról a speyeri szerződéssel azt akarták elérni, hogy Erdély kormányzója, a vajda jogilag a Magyar Királyság egy tisztviselője legyen, akinek a magyar király az ura. Az Erdélyi Fejedelemségben azonban a princepsi címet fejedelemként értelmezték és szuverén méltóságként alkalmazták.
János Zsigmond 1566-ban I. Szulejmán szultántól ún. szövetség-levelet (athnáme) szerzett, amely tartalmazta Erdély számára a szabad fejedelemválasztás jogát. A szultáni legitimáció azonban nem állt összhangban a magyar érdekekkel. Erdélyi részről az athnáme érvényét vesztette a speyeri szerződéssel. E szerződés alapján alakult ki a történelmi Erdéllyel nyugat felől határos, ahhoz csatolt vármegyékből a Partium.
II. János személyének történelmi jelentősége abban áll, hogy Erdély számára kijelölte az utódai által is járható külpolitikai irányt: Erdély akkor élhet békességben, ha egyrészt a német, másrészt a török barátságát is bírja. Az ő uralkodása idején alakult ki a fejedelmi hatáskör, s a fejedelemség sajátos intézményei is ekkor születtek meg. Uralkodása alatt a törvényhozás nyelve a magyar lett, az erdélyi országgyűléseben a rendek tagjai gyakran magyarul beszéltek, sőt az ő idejében egyes törvényeket magyar nyelven fogalmaztak meg.
Neki is köszönhető, hogy az erdélyi rendek – melyek halálakor már többségében protestáns hiten voltak – 1571-ben a római katolikus hiten lévő Báthory Istvánt választották meg Erdély fejedelmének.

## Családfája
|  |  |  |  |  |  |  |  |  |  |                                           |                                           |                                           |                                           |                                           |                                           |                              |                              | Szapolyai István (?–1499)    | Szapolyai István (?–1499)    | Szapolyai István (?–1499)  | Szapolyai István (?–1499)  | Szapolyai István (?–1499)     | Szapolyai István (?–1499)     |                               |                               | Tescheni Hedvig (1469–1521)   | Tescheni Hedvig (1469–1521)   | Tescheni Hedvig (1469–1521) | Tescheni Hedvig (1469–1521) | Tescheni Hedvig (1469–1521)        | Tescheni Hedvig (1469–1521)        |                                    |                                    |                                    |                                    |                                          |                                          |                                          |                                          |                                          |                                          |                              |                              |                              |                              | Öreg Zsigmond lengyel király (1467–1548) | Öreg Zsigmond lengyel király (1467–1548) | Öreg Zsigmond lengyel király (1467–1548) | Öreg Zsigmond lengyel király (1467–1548) | Öreg Zsigmond lengyel király (1467–1548)  | Öreg Zsigmond lengyel király (1467–1548)  |                                           |                                           | Bona Sforza (1494–1557)                   | Bona Sforza (1494–1557)                   | Bona Sforza (1494–1557) | Bona Sforza (1494–1557) | Bona Sforza (1494–1557)  | Bona Sforza (1494–1557)  |                          |                          |                          |                          |  |  |                            |                            |                            |                            |                            |                            |
|  |  |  |  |  |  |  |  |  |  |                                           |                                           |                                           |                                           |                                           |                                           |                              |                              | Szapolyai István (?–1499)    | Szapolyai István (?–1499)    | Szapolyai István (?–1499)  | Szapolyai István (?–1499)  | Szapolyai István (?–1499)     | Szapolyai István (?–1499)     |                               |                               | Tescheni Hedvig (1469–1521)   | Tescheni Hedvig (1469–1521)   | Tescheni Hedvig (1469–1521) | Tescheni Hedvig (1469–1521) | Tescheni Hedvig (1469–1521)        | Tescheni Hedvig (1469–1521)        |                                    |                                    |                                    |                                    |                                          |                                          |                                          |                                          |                                          |                                          |                              |                              |                              |                              | Öreg Zsigmond lengyel király (1467–1548) | Öreg Zsigmond lengyel király (1467–1548) | Öreg Zsigmond lengyel király (1467–1548) | Öreg Zsigmond lengyel király (1467–1548) | Öreg Zsigmond lengyel király (1467–1548)  | Öreg Zsigmond lengyel király (1467–1548)  |                                           |                                           | Bona Sforza (1494–1557)                   | Bona Sforza (1494–1557)                   | Bona Sforza (1494–1557) | Bona Sforza (1494–1557) | Bona Sforza (1494–1557)  | Bona Sforza (1494–1557)  |                          |                          |                          |                          |  |  |                            |                            |                            |                            |                            |                            |
|  |  |  |  |  |  |  |  |  |  |                                           |                                           |                                           |                                           |                                           |                                           |                              |                              |                              |                              |                            |                            |                               |                               |                               |                               |                               |                               |                             |                             |                                    |                                    |                                    |                                    |                                    |                                    |                                          |                                          |                                          |                                          |                                          |                                          |                              |                              |                              |                              |                                          |                                          |                                          |                                          |                                           |                                           |                                           |                                           |                                           |                                           |                         |                         |                          |                          |                          |                          |                          |                          |  |  |                            |                            |                            |                            |                            |                            |
|  |  |  |  |  |  |  |  |  |  |                                           |                                           |                                           |                                           |                                           |                                           |                              |                              |                              |                              |                            |                            |                               |                               |                               |                               |                               |                               |                             |                             |                                    |                                    |                                    |                                    |                                    |                                    |                                          |                                          |                                          |                                          |                                          |                                          |                              |                              |                              |                              |                                          |                                          |                                          |                                          |                                           |                                           |                                           |                                           |                                           |                                           |                         |                         |                          |                          |                          |                          |                          |                          |  |  |                            |                            |                            |                            |                            |                            |
|  |  |  |  |  |  |  |  |  |  |                                           |                                           |                                           |                                           |                                           |                                           |                              |                              |                              |                              |                            |                            |                               |                               |                               |                               |                               |                               |                             |                             |                                    |                                    |                                    |                                    |                                    |                                    |                                          |                                          |                                          |                                          |                                          |                                          |                              |                              |                              |                              |                                          |                                          |                                          |                                          |                                           |                                           |                                           |                                           |                                           |                                           |                         |                         |                          |                          |                          |                          |                          |                          |  |  |                            |                            |                            |                            |                            |                            |
|  |  |  |  |  |  |  |  |  |  |                                           |                                           |                                           |                                           |                                           |                                           |                              |                              |                              |                              |                            |                            |                               |                               |                               |                               |                               |                               |                             |                             |                                    |                                    |                                    |                                    |                                    |                                    |                                          |                                          |                                          |                                          |                                          |                                          |                              |                              |                              |                              |                                          |                                          |                                          |                                          |                                           |                                           |                                           |                                           |                                           |                                           |                         |                         |                          |                          |                          |                          |                          |                          |  |  |                            |                            |                            |                            |                            |                            |
|  |  |  |  |  |  |  |  |  |  |                                           |                                           |                                           |                                           | Szapolyai György (1488–1526)              | Szapolyai György (1488–1526)              | Szapolyai György (1488–1526) | Szapolyai György (1488–1526) | Szapolyai György (1488–1526) | Szapolyai György (1488–1526) |                            |                            | Szapolyai Borbála (1495–1515) | Szapolyai Borbála (1495–1515) | Szapolyai Borbála (1495–1515) | Szapolyai Borbála (1495–1515) | Szapolyai Borbála (1495–1515) | Szapolyai Borbála (1495–1515) |                             |                             | I. János magyar király (1487–1540) | I. János magyar király (1487–1540) | I. János magyar király (1487–1540) | I. János magyar király (1487–1540) | I. János magyar király (1487–1540) | I. János magyar király (1487–1540) |                                          |                                          |                                          |                                          |                                          |                                          | Jagelló Izabella (1519–1559) | Jagelló Izabella (1519–1559) | Jagelló Izabella (1519–1559) | Jagelló Izabella (1519–1559) | Jagelló Izabella (1519–1559)             | Jagelló Izabella (1519–1559)             |                                          |                                          | Zsigmond Ágost lengyel király (1520–1572) | Zsigmond Ágost lengyel király (1520–1572) | Zsigmond Ágost lengyel király (1520–1572) | Zsigmond Ágost lengyel király (1520–1572) | Zsigmond Ágost lengyel király (1520–1572) | Zsigmond Ágost lengyel király (1520–1572) |                         |                         | Jagelló Anna (1523–1596) | Jagelló Anna (1523–1596) | Jagelló Anna (1523–1596) | Jagelló Anna (1523–1596) | Jagelló Anna (1523–1596) | Jagelló Anna (1523–1596) |  |  | Báthory István (1533–1586) | Báthory István (1533–1586) | Báthory István (1533–1586) | Báthory István (1533–1586) | Báthory István (1533–1586) | Báthory István (1533–1586) |
|  |  |  |  |  |  |  |  |  |  |                                           |                                           |                                           |                                           | Szapolyai György (1488–1526)              | Szapolyai György (1488–1526)              | Szapolyai György (1488–1526) | Szapolyai György (1488–1526) | Szapolyai György (1488–1526) | Szapolyai György (1488–1526) |                            |                            | Szapolyai Borbála (1495–1515) | Szapolyai Borbála (1495–1515) | Szapolyai Borbála (1495–1515) | Szapolyai Borbála (1495–1515) | Szapolyai Borbála (1495–1515) | Szapolyai Borbála (1495–1515) |                             |                             | I. János magyar király (1487–1540) | I. János magyar király (1487–1540) | I. János magyar király (1487–1540) | I. János magyar király (1487–1540) | I. János magyar király (1487–1540) | I. János magyar király (1487–1540) |                                          |                                          |                                          |                                          |                                          |                                          | Jagelló Izabella (1519–1559) | Jagelló Izabella (1519–1559) | Jagelló Izabella (1519–1559) | Jagelló Izabella (1519–1559) | Jagelló Izabella (1519–1559)             | Jagelló Izabella (1519–1559)             |                                          |                                          | Zsigmond Ágost lengyel király (1520–1572) | Zsigmond Ágost lengyel király (1520–1572) | Zsigmond Ágost lengyel király (1520–1572) | Zsigmond Ágost lengyel király (1520–1572) | Zsigmond Ágost lengyel király (1520–1572) | Zsigmond Ágost lengyel király (1520–1572) |                         |                         | Jagelló Anna (1523–1596) | Jagelló Anna (1523–1596) | Jagelló Anna (1523–1596) | Jagelló Anna (1523–1596) | Jagelló Anna (1523–1596) | Jagelló Anna (1523–1596) |  |  | Báthory István (1533–1586) | Báthory István (1533–1586) | Báthory István (1533–1586) | Báthory István (1533–1586) | Báthory István (1533–1586) | Báthory István (1533–1586) |
|  |  |  |  |  |  |  |  |  |  |                                           |                                           |                                           |                                           |                                           |                                           |                              |                              |                              |                              |                            |                            |                               |                               |                               |                               |                               |                               |                             |                             |                                    |                                    |                                    |                                    |                                    |                                    |                                          |                                          |                                          |                                          |                                          |                                          |                              |                              |                              |                              |                                          |                                          |                                          |                                          |                                           |                                           |                                           |                                           |                                           |                                           |                         |                         |                          |                          |                          |                          |                          |                          |  |  |                            |                            |                            |                            |                            |                            |
|  |  |  |  |  |  |  |  |  |  |                                           |                                           |                                           |                                           |                                           |                                           |                              |                              |                              |                              |                            |                            |                               |                               |                               |                               |                               |                               |                             |                             |                                    |                                    |                                    |                                    |                                    |                                    |                                          |                                          |                                          |                                          |                                          |                                          |                              |                              |                              |                              |                                          |                                          |                                          |                                          |                                           |                                           |                                           |                                           |                                           |                                           |                         |                         |                          |                          |                          |                          |                          |                          |  |  |                            |                            |                            |                            |                            |                            |
|  |  |  |  |  |  |  |  |  |  | II. Joachim választófejedelem (1505–1571) | II. Joachim választófejedelem (1505–1571) | II. Joachim választófejedelem (1505–1571) | II. Joachim választófejedelem (1505–1571) | II. Joachim választófejedelem (1505–1571) | II. Joachim választófejedelem (1505–1571) |                              |                              | Jagelló Hedvig (1513–1573)   | Jagelló Hedvig (1513–1573)   | Jagelló Hedvig (1513–1573) | Jagelló Hedvig (1513–1573) | Jagelló Hedvig (1513–1573)    | Jagelló Hedvig (1513–1573)    |                               |                               | Jagelló Anna (1515–1520)      | Jagelló Anna (1515–1520)      | Jagelló Anna (1515–1520)    | Jagelló Anna (1515–1520)    | Jagelló Anna (1515–1520)           | Jagelló Anna (1515–1520)           |                                    |                                    |                                    |                                    | János Zsigmond magyar király (1540–1571) | János Zsigmond magyar király (1540–1571) | János Zsigmond magyar király (1540–1571) | János Zsigmond magyar király (1540–1571) | János Zsigmond magyar király (1540–1571) | János Zsigmond magyar király (1540–1571) |                              |                              |                              |                              |                                          |                                          |                                          |                                          |                                           |                                           |                                           |                                           |                                           |                                           |                         |                         |                          |                          |                          |                          |                          |                          |  |  |                            |                            |                            |                            |                            |                            |
|  |  |  |  |  |  |  |  |  |  | II. Joachim választófejedelem (1505–1571) | II. Joachim választófejedelem (1505–1571) | II. Joachim választófejedelem (1505–1571) | II. Joachim választófejedelem (1505–1571) | II. Joachim választófejedelem (1505–1571) | II. Joachim választófejedelem (1505–1571) |                              |                              | Jagelló Hedvig (1513–1573)   | Jagelló Hedvig (1513–1573)   | Jagelló Hedvig (1513–1573) | Jagelló Hedvig (1513–1573) | Jagelló Hedvig (1513–1573)    | Jagelló Hedvig (1513–1573)    |                               |                               | Jagelló Anna (1515–1520)      | Jagelló Anna (1515–1520)      | Jagelló Anna (1515–1520)    | Jagelló Anna (1515–1520)    | Jagelló Anna (1515–1520)           | Jagelló Anna (1515–1520)           |                                    |                                    |                                    |                                    | János Zsigmond magyar király (1540–1571) | János Zsigmond magyar király (1540–1571) | János Zsigmond magyar király (1540–1571) | János Zsigmond magyar király (1540–1571) | János Zsigmond magyar király (1540–1571) | János Zsigmond magyar király (1540–1571) |                              |                              |                              |                              |                                          |                                          |                                          |                                          |                                           |                                           |                                           |                                           |                                           |                                           |                         |                         |                          |                          |                          |                          |                          |                          |  |  |                            |                            |                            |                            |                            |                            |